# Чемпионат Африки по лёгкой атлетике
Чемпионат Африки по лёгкой атлетике является континентальным соревнованием по лёгкой атлетике. Проводятся под эгидой Конфедерации лёгкой атлетики Африки.

## История
Впервые турнир был проведен в Сенегале в 1979 году. В рамках мероприятия проходил мужской марафон с 1979 по 1990 год. После того, как он был исключён из программы, Чемпионат Африки по марафону проводился отдельно.
Программа соревнований примерно соответствует программе чемпионата мира (IAAF) по лёгкой атлетике, за исключением спортивной ходьбы на 50 километров.
Хронология изменений в программе соревнований:
- В 1982 году были добавлены женское семиборье и мужская ходьба на 20 км, чтобы заменить женское пятиборье и мужскую ходьбу на 10 км.
- 1985 — добавлена женская ходьба на 10 км.
- 1988 — добавлена женская ходьба на 5 км, исключён из программы в 1998 году.
- 1992 — добавлен тройной женский прыжок. Мужской марафон, проводившийся с 1979 по 1990 год (за исключением 1984 года), был окончательно исключён.
- 1998 — добавлено метание молота для женщин.
- 2000 — добавлены прыжки с шестом среди женщин.
- 2004 — были добавлены бег с препятствиями на 3000 м и ходьба на 20 км среди женщин.

Последние соревнования состоялись в августе 2018 года в городе Асаба, Нигерия.
В 2020 году турнир планировали провести в городе Оран, но из-за пандемии коронавируса SARS-CoV-2 он был отложен на год, а затем перенесён в Алжир.
В мае 2021 года Конфедерация африканской лёгкой атлетики объявила об очередном переносе дат и места проведения турнира из-за ситуации со здравоохранением в Алжире и продолжающимся распространении вируса, а в июне — об окончательной отмене соревнований.

## Места проведения чемпионатов
| №  | Год  | Город         | Страна           | Дата                    | Стадион                         |
| -- | ---- | ------------- | ---------------- | ----------------------- | ------------------------------- |
| 1  | 1979 | Дакар         | Сенегал          | 2—5 августа             | Демба Диоп                      |
| 2  | 1982 | Каир          | Египет           | 25—28 августа           | Каирский международный стадион  |
| 3  | 1984 | Рабат         | Марокко          | 12—15 июля              | Стадион принца Мулай Абдалла    |
| 4  | 1985 | Каир          | Египет           | 15—18 августа           | Каирский международный стадион  |
| 5  | 1988 | Аннаба        | Алжир            | 29 августа — 2 сентября | Стадион 19 мая 1956 года        |
| 6  | 1989 | Лагос         | Нигерия          | 4—8 августа             | Лагосский национальный стадион  |
| 7  | 1990 | Каир          | Египет           | 3—6 октября             | Каирский международный стадион  |
| 8  | 1992 | Бель Вю       | Маврикий         | 25—28 июня              | Стадион Анжалай                 |
| 9  | 1993 | Дурбан        | ЮАР              | 23—27 июня              | Kings Park Stadium              |
| 10 | 1996 | Яунде         | Камерун          | 13—16 июня              | Стадион Амаду Ахиджо            |
| 11 | 1998 | Дакар         | Сенегал          | 18—22 августа           | Стадион Леопольд Сенгор         |
| 12 | 2000 | Алжир         | Алжир            | 10—14 июля              | Стадион 5 июля 1962             |
| 13 | 2002 | Тунис / Радес | Тунис            | 6—10 августа            | Стадион 7 ноября                |
| 14 | 2004 | Браззавиль    | Республика Конго | 14—18 июля              | Стадион Альфонса Массемба-Дебат |
| 15 | 2006 | Бамбус        | Маврикий         | 9—13 августа            | Стадион Жермен Комармонд        |
| 16 | 2008 | Аддис-Абеба   | Эфиопия          | 30 апреля — 4 мая       | Аддис Абебский стадион          |
| 17 | 2010 | Найроби       | Кения            | 28 июля — 1 августа     | Национальный стадион Няйо       |
| 18 | 2012 | Порто-Ново    | Бенин            | 27 июня — 1 июля        | Stade Charles de Gaulle         |
| 19 | 2014 | Марракеш      | Марокко          | 10—14 августа           | Марракеш                        |
| 20 | 2016 | Дурбан        | ЮАР              | 22—26 июня              | Kings Park Stadium              |
| 21 | 2018 | Асаба         | Нигерия          | 1—5 августа             | Stephen Keshi Stadium           |
| 22 | 2022 | Мока          | Маврикий         | 8—12 июня               |                                 |
| 23 | 2024 | Дуала         | Камерун          | 21—26 июня              | Япома                           |
| 24 | 2026 | Аккра         | Гана             |                         | «Legon Sports Stadium»          |